# Copponex
Copponex ist eine französische Gemeinde im Département Haute-Savoie in der Region Auvergne-Rhône-Alpes.

## Geographie
Copponex liegt auf 576 m, etwa 17 Kilometer nördlich der Stadt Annecy (Luftlinie). Das Dorf erstreckt sich an aussichtsreicher Lage am Südwestfuß des Salève, im Tälchen des Ruisseau de la Férande (Seitenbach der Usses), im Genevois.
Die Fläche des 9,21 km² großen Gemeindegebiets umfasst einen Abschnitt des Genevois. Die südliche Grenze verläuft entlang der Usses, einem linken Seitenfluss der Rhone, der hier in einem tiefen Tal von Osten nach Westen fließt. Vom Flusslauf erstreckt sich das Gemeindeareal nordwärts auf die Hänge und Geländeterrassen beidseits des Tälchens des Ruisseau de la Férande und in das Waldgebiet Bois Chardon. Im äußersten Osten reicht der Gemeindeboden auf den Höhenrücken des Salève. In der Nähe von Les Avenières wird mit 1010 m die höchste Erhebung von Copponex erreicht.
Zu Copponex gehören neben dem eigentlichen Dorf auch mehrere Weilersiedlungen und Gehöfte, darunter:
- Châtillon (490 m) am nördlichen Talhang der Usses
- La Vellaz (480 m) am nördlichen Talhang der Usses
- Mézier (590 m) auf einer Terrasse südlich des Dorfes
- Follon (690 m) am Südwesthang des Salève
- Malbuisson (748 m) an der Hauptstraße am Südwesthang des Salève

Nachbargemeinden von Copponex sind Andilly und Saint-Blaise im Norden, Cruseilles im Osten, Cercier im Süden sowie Cernex im Westen.

## Geschichte
Das Gemeindegebiet von Copponex war bereits in vorgeschichtlicher Zeit besiedelt. Im Jahre 1860 wurde Copponex dem Kanton Cruseilles zugeteilt, vorher gehörte es zum Kanton Saint-Julien-en-Genevois. Durch die landesweite Neuordnung der französischen Kantone änderte sich die Zuordnung 2015 nochmals, und Copponex ist heute Teil des Kantons La Roche-sur-Foron.

## Bevölkerung
| Jahr                       | 1962 | 1968 | 1975 | 1982 | 1990 | 1999 | 2009 | 2020 |
| Einwohner                  | 312  | 278  | 342  | 392  | 459  | 621  | 814  | 1243 |
| Quellen: Cassini und INSEE |      |      |      |      |      |      |      |      |

Mit 1287 Einwohnern (Stand 1. Januar 2022) gehört Copponex zu den kleinen Gemeinden des Départements Haute-Savoie. Im Verlauf des 19. und 20. Jahrhunderts nahm die Einwohnerzahl kontinuierlich ab (1861 wurden in Copponex noch 642 Einwohner gezählt). Seit Beginn der 1980er Jahre wurde jedoch wieder eine deutliche Bevölkerungszunahme verzeichnet.

## Sehenswürdigkeiten
Die Kirche Saint-André stammt aus dem Mittelalter, während der Glockenturm im 19. Jahrhundert erhöht wurde.

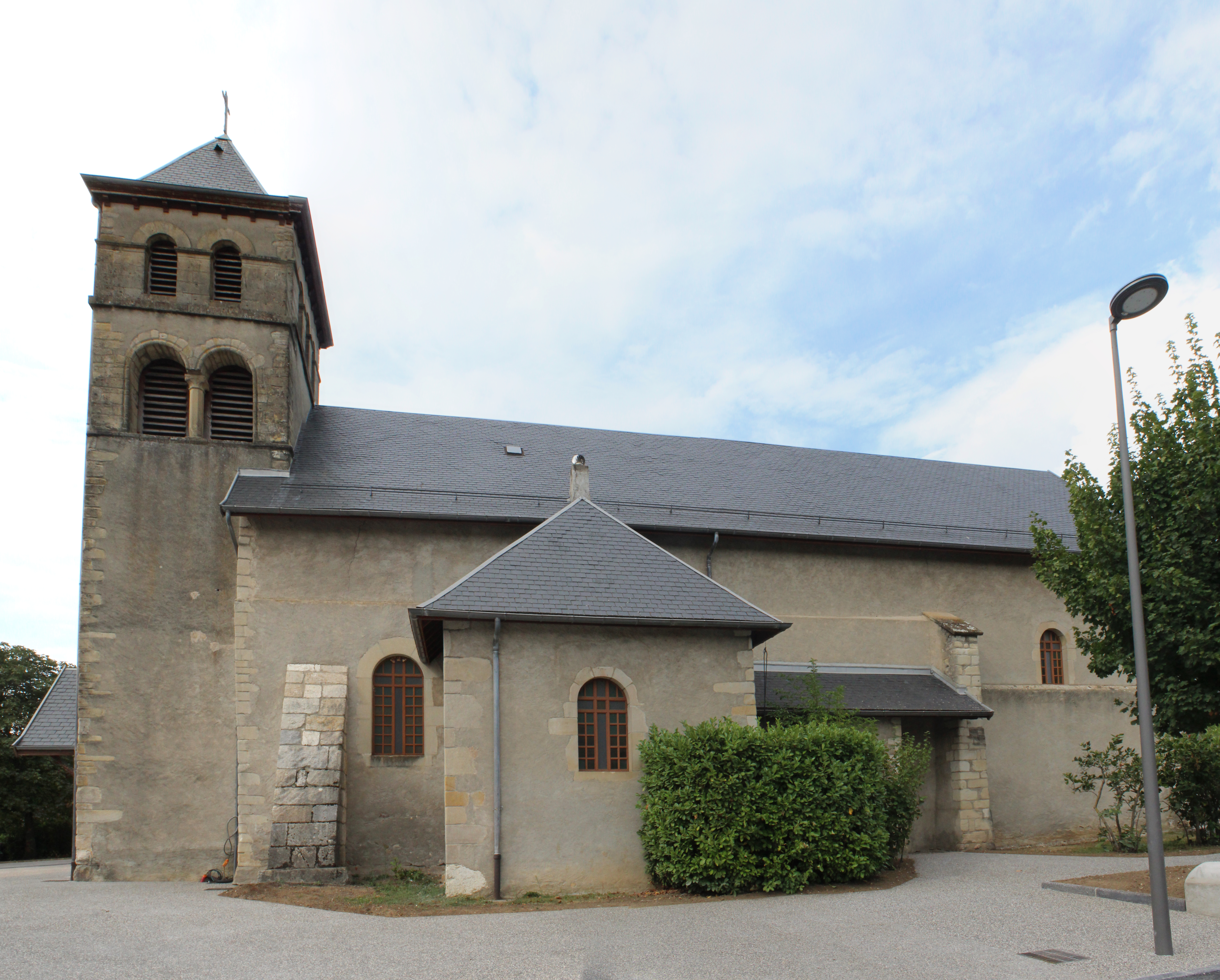
Kirche Saint-André
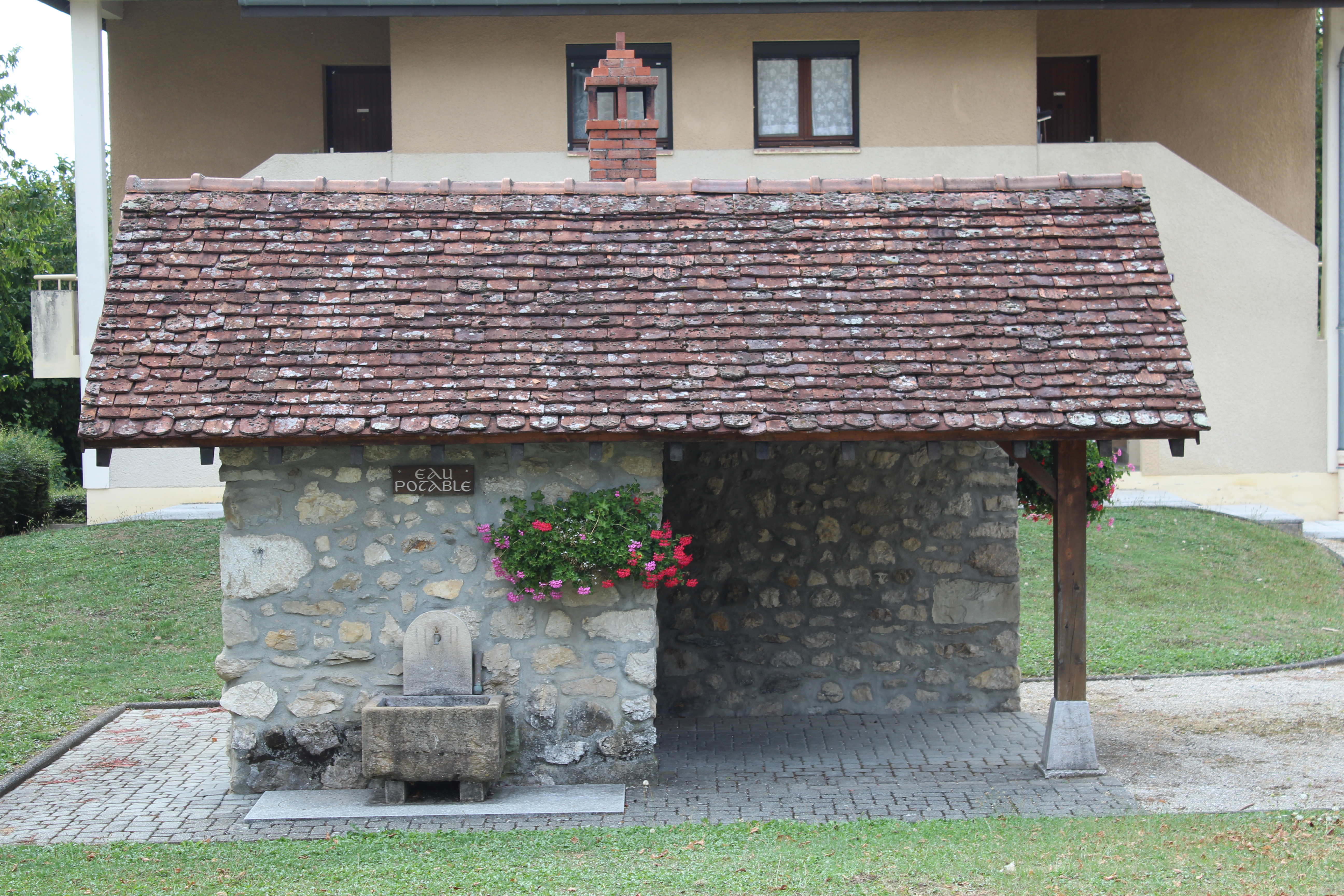
Ehemaliges öffentliches Waschhaus
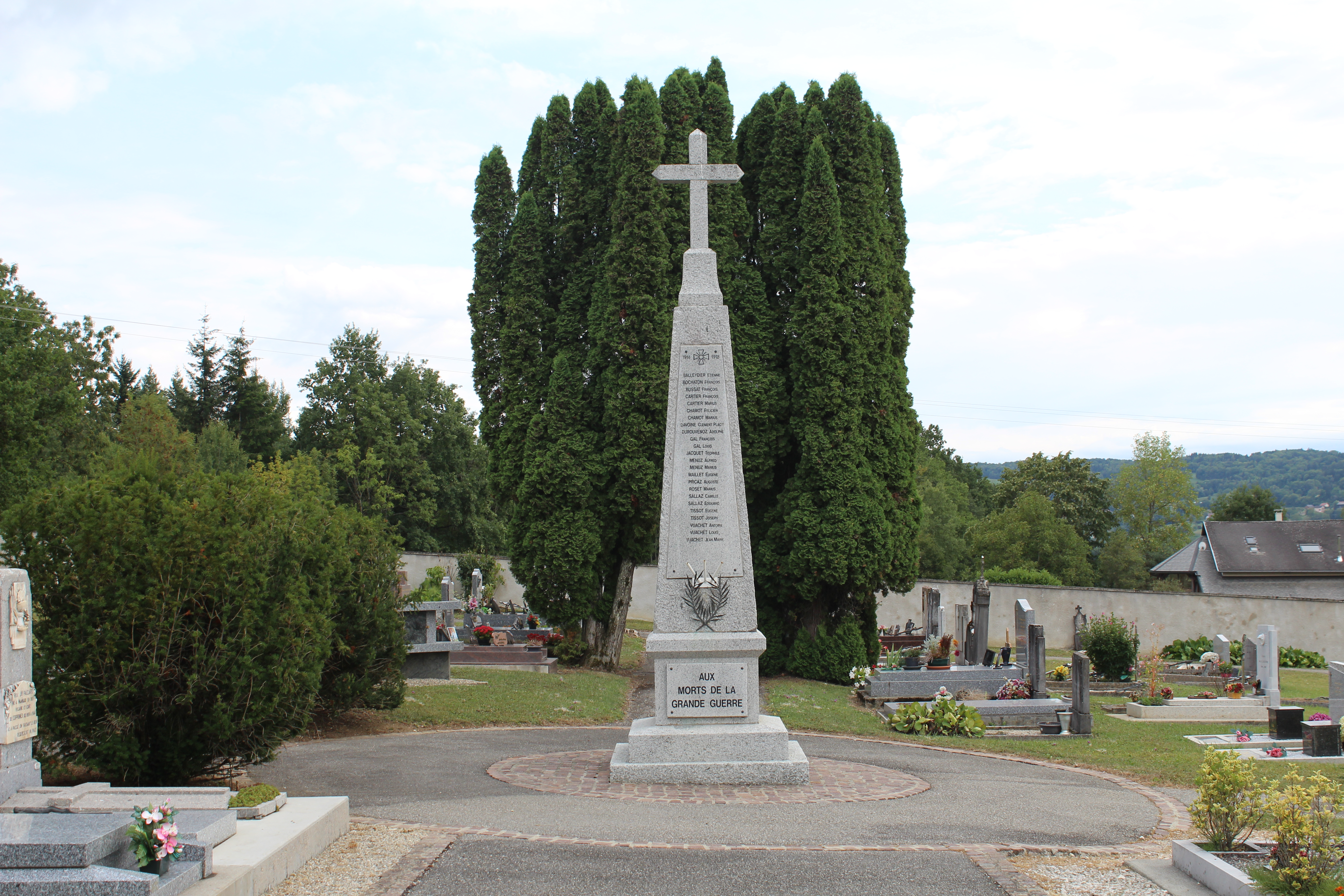
Gefallenendenkmal

## Wirtschaft und Infrastruktur
Copponex ist noch heute ein vorwiegend durch die Landwirtschaft geprägtes Dorf. Daneben gibt es einige Betriebe des lokalen Kleingewerbes. Zahlreiche Erwerbstätige sind Wegpendler, die in den größeren Ortschaften der Umgebung sowie in den Regionen Annecy und Genf-Annemasse ihrer Arbeit nachgehen.
Die Ortschaft ist verkehrsmäßig recht gut erschlossen. Der Halbanschluss 19 an der Autobahn A41 (Zu- und Abfahrt Richtung Genf) befindet sich auf dem Gemeindegebiet und kann über die Départementsstraße D 27 in wenigen Minuten erreicht werden.

## Persönlichkeiten
- Jules Vuy (1815–1896), Schweizer Jurist, Schriftsteller, Historiker und Politiker